# Cultura cochise
La cultura Cochise cultura  paleoamericana desarrollada en la parte centrooccidental de América del Norte, cerca del lago Cochise, hoy en día un desierto llamado Playa Willcox —ahora parte de Arizona y Nuevo México, en EE. U U., y los estados mexicanos de Coahuila y Sonora—. Datada entre el 7000 a. C. y el 4000 a. C., es una cultura de desierto, contactando con los componentes de la cultura Clovis y cultura Folsom, basada en la recolección de plantas y la caza, con algunas muestras de agricultura incipiente. Se dividía en tres periodos:
- Sulphur Springs (6000 a. C.-4000 a. C.): caracterizado por el hallazgo de piedras talladas para moler semillas y algunas azadas, pero no de cuchillos, tallas o puntas de flecha, aunque hay restos animales que indican la práctica de la caza.
- Chiricahua (4000 a. C.-500 a. C.): aparecen puntas de flecha, lo cual indica un mayor interés por la caza y una primitiva forma de maíz que indica el inicio de la agricultura.
- San Pedro (500 a. C.-100): las piedras trabajadas se substituyen por mortero, y aparecen casas en hoyos, hechas con palos y tierra. Se hallan las primeras cerámicas atribuidas a los portadores de la cultura mogollón.